# Religiones orientales en Costa Rica

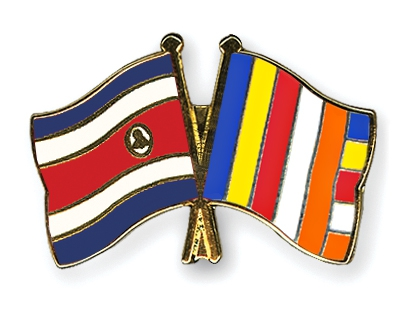
Bandera budista-costarricense.

Distintas comunidades religiosas de origen oriental existen en Costa Rica, siendo las más prevalentes el budismo (la comunidad más numerosa de Centroamérica) que representan unos 100.000 practicantes, cerca del 2% de la población, así como comunidades de taoístas, hinduistas, sijes y seguidores de la religión tradicional china. 

## Budismo

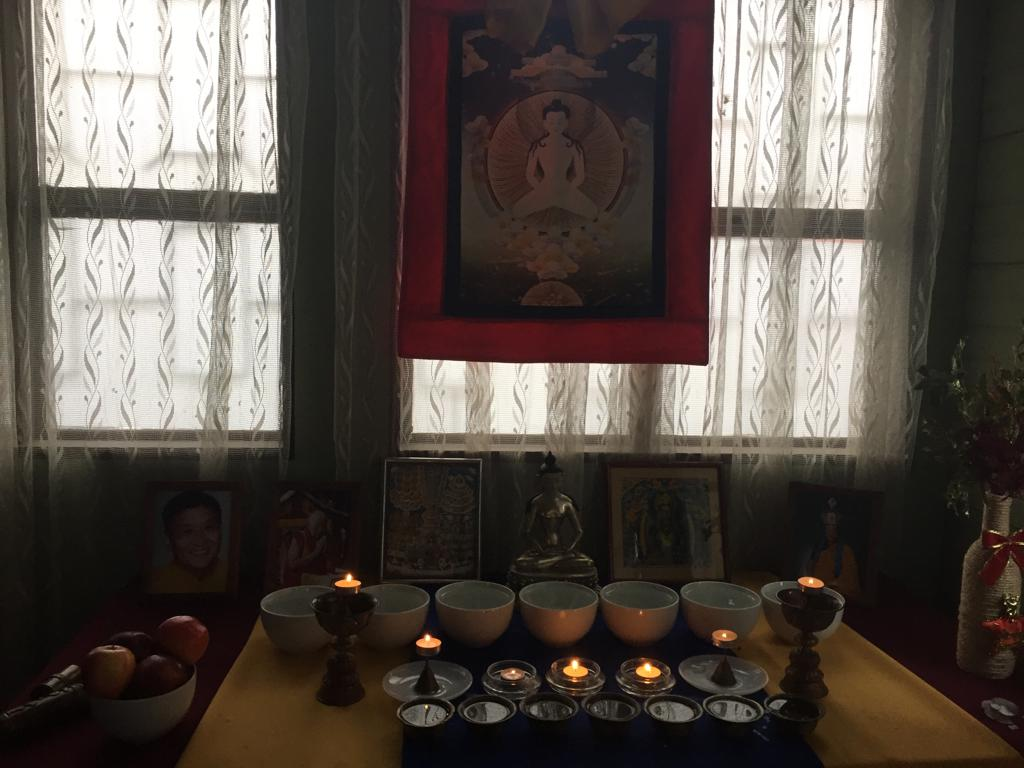
Altar tibetano en hogar costarricense

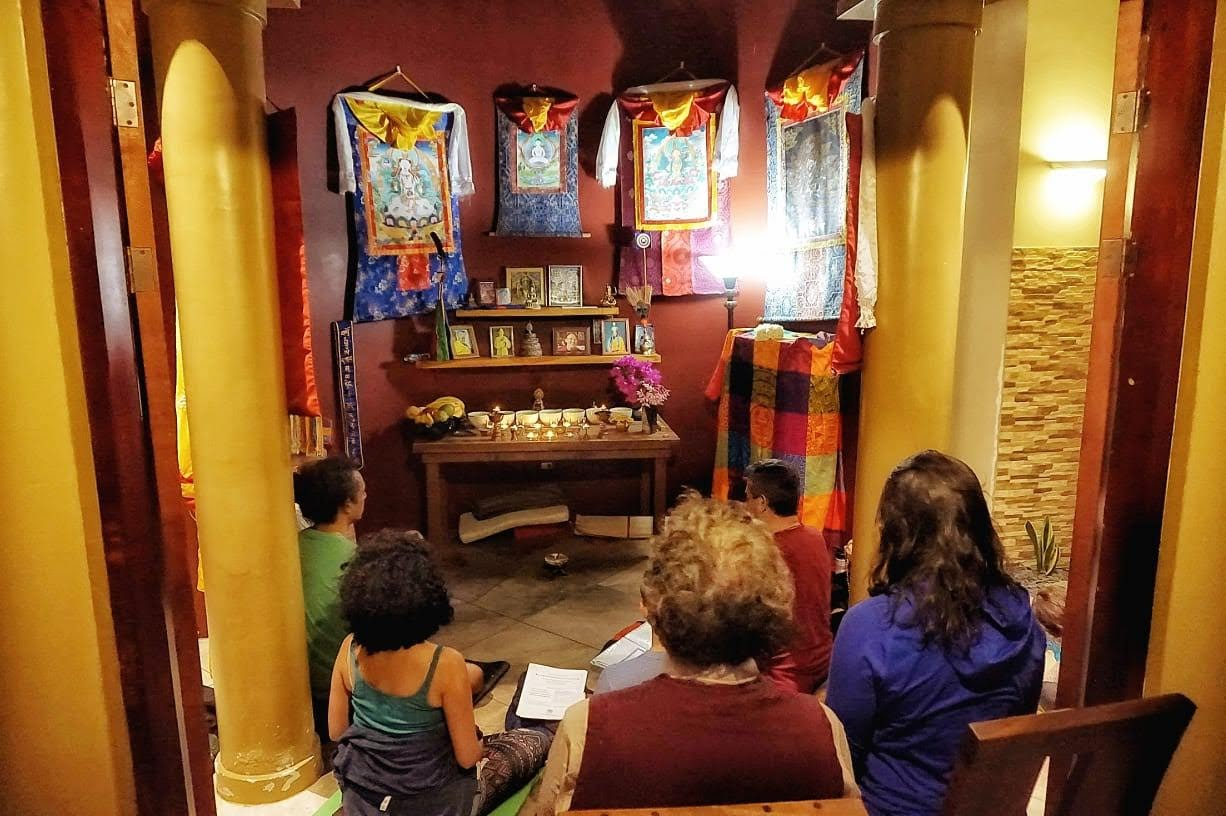
Altar Bonpo en hogar costarricense

Los primeros budistas que llegaron a Costa Rica fueron inmigrantes de origen chino que llegaron para la construcción del Ferrocarril al Atlántico a principios de siglo XX, pero que gradualmente se convirtieron al catolicismo en parte por la muy cerrada y conservadora sociedad católica de la época. El budismo también tuvo una acogida entre sectores de la élite aristocrática e intelectual costarricense, en especial gracias a la Sociedad Teosófica en Costa Rica que operaba en el país y era popular entre dicho sector. Algunos de los poetas que escribieron poesías a Buda fueron los teósofos Roberto Brenes Mesén y José Basileo Acuña Zeledón.
Uno de los primeros centros budistas que se fundó en el país fue la Casa Zen de Costa Rica fundado con patrocinio de la embajada de Japón en 1974. Otro centro budista costarricense de importancia es la Asociación Cultural Tibetano Costarricense (ACTC) fundado tras la primera visita del Dalai Lama al país en 1989.El 4 de octubre de 2010 se fundó un centro de Budismo Camino del Diamante en San Joséy en el año 2022 se inauguró otro en San Mateo de Orotina.
El líder espiritual del budismo tibetano, Su Santidad el dalái lama visitó el país dos veces; en 1989 y en el 2004. Durante la segunda visita se realizó un encuentro ecuménico con líderes de las principales religiones del país, incluyendo el arzobispo de San José Mons. Hugo Barrantes. Una tercera visita planeada para 2008 fue cancelada tras la reanudación de relaciones diplomáticas entre el gobierno de Costa Rica y la República Popular de China bajo la administración Arias Sánchez tras romperlas con Taiwán. Medida que generó un fuerte controversia tanto entre la oposición política como entre la comunidad budista. En enero de 2010 el candidato a la presidencia por el Partido Acción Ciudadana para las elecciones de febrero del mismo año, Ottón Solís, propuso llamar al Estadio Nacional en honor al dalái lama como una forma de mostrar independencia respecto a China. Los budistas fueron también incluidos dentro de los grupos que formaron parte del encuentro ecuméncio realizado en honor al entonces presidente electo Luis Guillermo Solís en 2014.
Actualmente Costa Rica tiene además del budismo zen, centros budistas de las cinco principales escuelas tibetanas; Gelug, Kagyu, Nyingma, Sakya y Bön, de la Soka Gakkai Internacional, Theravada, Shaolin y una pagoda de budismo chino.

## Hinduismo
El hinduismo ortodoxo es practicado por integrantes de la comunidad india que han migrado a Costa Rica. No obstante la mayoría de practicantes provienen de conversos a alguna de las distintas ramas del movimiento Hare Krishna, estos incluyen:
- Nueva Goloka Vrindavan; una pequeña comunidad agrícola, desde 1986, en Paraíso de Cartago, que en 1999 se separó de ISKCON (el principal movimiento Hare Krishna).[20]
- Templo de ISKCON (Asociación Internacional para la Conciencia de Krisna) en San José.
- Templo de la Gaudiya Matha en el centro de San José.

La primera comunidad de devotos hare krishna fue fundada en 1986 en la finca cartaginesa, no obstante disputas internas a raíz de luchas por la propiedad entre la dirigencia internacional y algunos residentes locales (que incluso trascendieron a la prensa) llevaron a la separación del grupo respecto a ISKCON en los años 90s. Los afiliados de ISKCON crearon un centro oficial ubicado en San José donde se ubica hasta la fecha. Otro grupo localizado en el primer piso de la sede de la Sociedad Teosófica que nunca tuvo relación con ISKCON fue el Gaudiya Matha también en San José. El país también tiene un centro de la organización Brahma Kumaris y Sathya Sai Baba.

## Taoísmo
Si bien el taoísmo fue traído al país por la colonia china que inició su inmigración desde finales del siglo XIX e inicios del XX, el principal grupo organizado actualmente es la Asociación de Tai Chi Taoísta de Costa Rica fundada en 1999 y miembro de la Sociedad Internacional de Tai Chi Taoísta. Con sede en Heredia, tienen su propio centro taoísta e imparten lecciones de Tai Chi en diversos municipios.

## Otras
Además de las anteriores, algunas fuentes reportan la presencia de comunidades pequeñas de sikhs, tenris, falun dafa y jainistas.